# Oancea (okręg Gałacz)
Oancea – wieś w Rumunii, w okręgu Gałacz, w gminie Oancea. W 2011 roku liczyła 1256 mieszkańców.